# Мойсов, Лазар
Лазар Мойсов (макед. Лазар Мојсов; 19 декабря 1920, Неготино, Королевство сербов, хорватов и словенцев — 25 августа 2011, Белград, Сербия) — югославский македонский государственный деятель, председатель Президиума СФРЮ (1987—1988), председатель Президиума ЦК Союза коммунистов (1980—1981), министр иностранных дел Югославии (1982—1984).

## Биография
Окончил юридический факультет в Белграде, где ему была присвоена степень доктора. Участвовал в Народно-освободительной войне. Являлся членом Антифашистского вече народного освобождения Македонии.
- 1945—1958 гг. и 1964—1967 гг. избирался в состав Союзной скупщины Югославии и в состав Скупщины Республики Македонии.
- 1948—1951 гг. — генеральный прокурор,
- 1951—1953 гг. — председатель Верховного суда Социалистической Республики Македонии,
- 1953—1958 гг. — главный редактор ежедневной газеты «Новая Македония»,
- 1958—1961 гг. — посол СФРЮ в СССР и в Монголии (по совместительству),
- 1962—1964 гг. — директор и главный редактор ежедневной газеты «Борба».
- 1967—1969 гг. — посол в Австрии и постоянный представитель при МАГАТЭ,
- 1969—1974 гг. — постоянный представитель СФРЮ при Организации Объединенных Наций, посол в Гайане и Ямайке (по совместительству); председатель Совета Безопасности ООН в июне 1972 г. и в сентябре 1973 г.,
- 1974—1982 гг. — заместитель Министра,
- 1982—1984 гг. — Министр иностранных дел СФРЮ; 1977—1978 гг. — председатель тридцать второй сессии Генеральной Ассамблеи ООН,
- 1980—1981 гг. — председатель Президиума ЦК Союза коммунистов Югославии, член Президиума СФРЮ по должности
- 1984—1989 гг. — член Президиума СФРЮ от Македонии,
- 1987—1988 гг. — председатель Президиума СФРЮ.

Автор работ и статей по международным отношениям и по истории дипломатии, читал лекции по международным отношениям в ряде университетов.